# Comitato Nazionale Olimpico e Sportivo Centrafricano
Il Comitato Nazionale Olimpico e Sportivo Centrafricano (noto anche come Comité National Olympique et Sportif Centrafricain in francese) è un'organizzazione sportiva centrafricani, nata nel 1963 a Bangui, Repubblica Centrafricana.
Rappresenta questa nazione presso il Comitato Olimpico Internazionale (CIO) dal 1964 ed ha lo scopo di curare l'organizzazione ed il potenziamento dello sport in Repubblica Centrafricana e, in particolare, la preparazione degli atleti centrafricani, per consentire loro la partecipazione ai Giochi olimpici. L'organizzazione è, inoltre, membro dell'Associazione dei Comitati Olimpici Nazionali d'Africa.
L'attuale presidente dell'associazione è Jacob Gbeti, mentre la carica di segretario generale è occupata da Gilbert Gresenguet.